# Cairo Hồi giáo

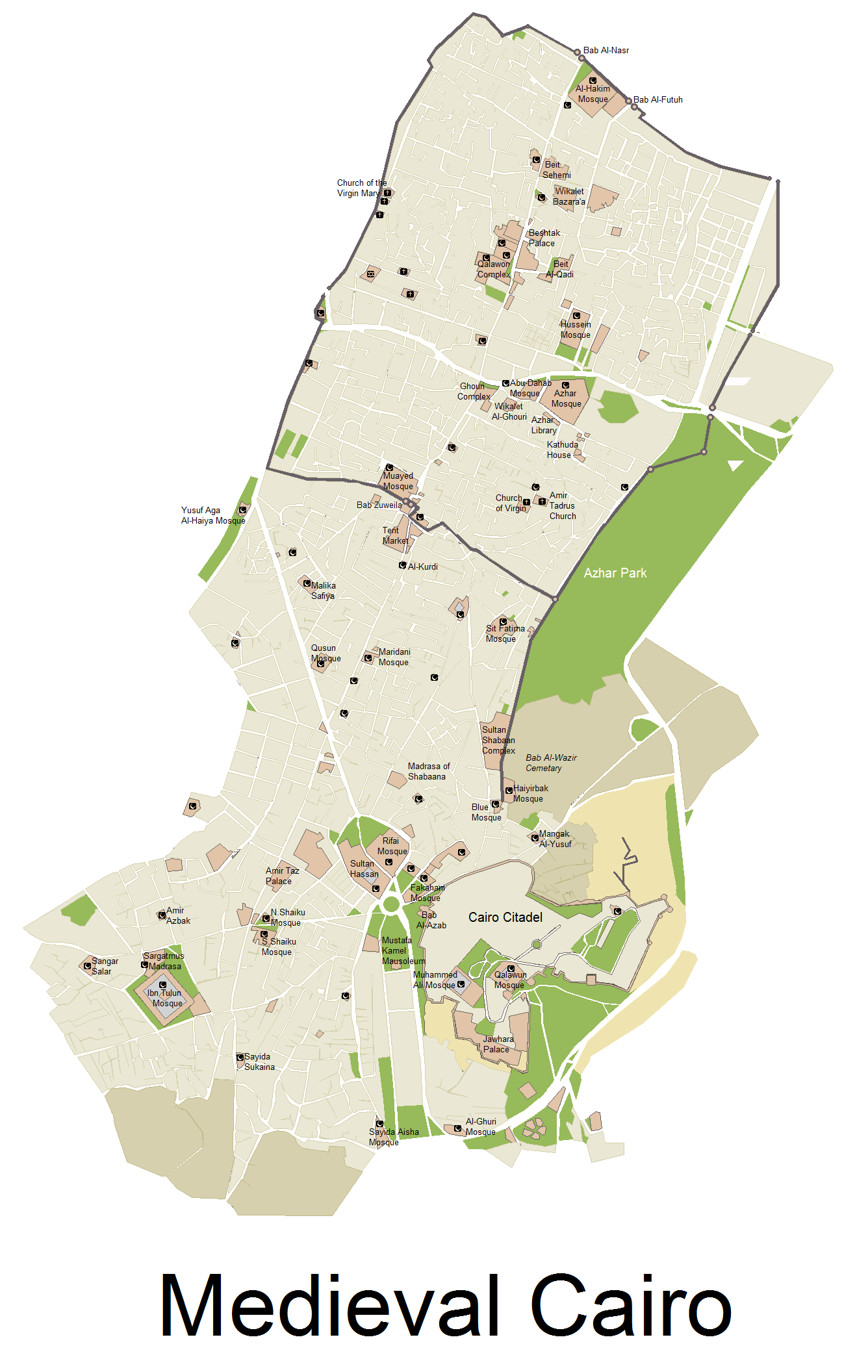
Bản đồ Cairo Trung cổ

Cairo Hồi giáo (tiếng Ả Rập: قاهرة المعز, meaning: Al-Mu'izz's Cairo) là một phần của trung tâm lịch sử Cairo, bao gồm các nhà thờ Hồi giáo và di tích lịch sử quan trọng của Hồi giáo. Đây là một trong những thành phố Hồi giáo cổ nhất thế giới, với nhiều nhà thờ Hồi giáo nổi tiếng, đài phun nước và nhiều công trình nổi tiếng khác. Được thành lập vào thế kỷ 10, nó đã trở thành trung tâm mới của thế giới Hồi giáo, và phát triển đỉnh cao trong thế kỷ 14.

## Lịch sử
Cairo Hồi giáo cũng gọi là Cairo Trung cổ hoặc Cairo triều Fatima, được thành lập năm 969 là nơi hoàng gia của các Khalip nhà Fatima, trong khi thủ đô kinh tế và hành chính thực tế là ở gần Fustat. Fustat được thành lập bởi chỉ huy Arab là 'Amr ibn al-'As, sau cuộc chinh phục Ai Cập năm 641. Al-Askar là thủ đô của Ai Cập từ 750 đến 868 bây giờ nằm trong những gì được biết đến là Cairo Cổ. Ahmad ibn Tulun thành lập Al-Qatta'i là thủ đô mới của Ai Cập cho đến 905, khi Fustat một lần nữa trở thành thủ đô. Sau khi Fustat đã bị phá hủy trong khoảng năm 1168 đến 1169 để ngăn chặn Thập tự chinh, thủ đô hành chính của Ai Cập chuyển đến Cairo, nơi mà nó là thủ đô cho đến tận ngày nay. Phải mất bốn năm để Jawhar al-Siqilli xây dựng Cairo để Khallip Al-Muizz Lideenillah rời Mahdia ở Tunisia về thủ đô mới của Fatima ở Ai Cập.
Sau khi Memphis, Heliopolis, Giza và Pháo đài Babylon (Ai Cập) của Byzantine, Fustat là một thành phố mới được xây dựng như là một đơn vị đồn trú quân sự cho quân đội Ả Rập. Đây là vị trí gần nhất để Ả Rập đến được vùng dọc sông Nin. Fustat đã trở thành một trung tâm Hồi giáo của khu vực trong thời kỳ Omeyyad. Đó là thành lũy cuối cùng mà vị vua Omeyyad là Marwan II đã chống lại Nhà Abbas.
Sau đó, trong thời đại Fatima, Al-Qahira (Cairo) đã chính thức được thành lập vào năm 969 như là một thủ đô Fustat ở phía bắc. Qua nhiều thế kỷ, Cairo dần lớn mạnh hơn so với các thành phố khác như Fustat, và năm 969 được coi là năm thành lập của thành phố hiện đại ngày nay.
Trong năm 1250, những người lính nô lệ hay còn được gọi là Mamluk đã chiếm Ai Cập và cai trị tại Cairo cho đến năm 1517, khi bị đánh bại bởi đế chế Ottoman. Vào thế kỷ thứ 16, Các tòa nhà cao tầng tại Cairo đã được xây dựng thay thế cho các ngôi nhà hai tầng thấp hơn cho mục đích thương mại và tạo ra nhiều nơi ở hơn cho những người thuê nhà.
Quân đội của hoàng đế Napoleon nhanh chóng chiếm đóng Ai Cập trong khoảng thời gian 1798-1801, sau đó một sĩ quan gốc Albani trong quân đội Ottoman có tên Muhammad Ali Pasha xây dựng Cairo trở thành thủ đô của một đế chế độc lập kéo dài từ năm 1805 đến năm 1882. Thành phố này sau đó đã được kiểm soát bởi thực dân Anh và trở thành thủ đô của Ai Cập độc lập vào năm 1922.

## Các địa điểm đáng chú ý
Trong khi nhà thờ Hồi giáo đầu tiên ở Ai Cập là Nhà thờ Hồi giáo Amr ibn al-As ở Fustat thì Ibn Tulun là nhà thờ Hồi giáo lâu đời nhất vẫn giữ được hình dạng ban đầu và là một ví dụ hiếm hoi về kiến trúc nhà Abbas, từ thời kỳ cổ điển của nền văn minh Hồi giáo.